# Entada chrysostachys
Entada chrysostachys là một loài thực vật có hoa trong họ Đậu. Loài này được (Benth.) Drake miêu tả khoa học đầu tiên.